# Russell (Schiff, 1903)
Die HMS Russell war ein Einheitslinienschiff (engl. pre-dreadnought) der Duncan-Klasse das Ende des 19. Jahrhunderts für die Royal Navy gebaut wurde. Sie wurde 1903 für die Mittelmeerflotte in Dienst gestellt und wechselte bis 1914 mehrfach innerhalb der verschiedenen Flotteneinheiten. Im Ersten Weltkrieg wurde sie zunächst in der Grand Fleet zur Unterstützung der Northern Patrol eingesetzt und wechselte im November 1914 zur Kanalflotte. 1915 wurde sie zu den Dardanellen abgeordnet. Ihr einziger Einsatz dort war die Teilnahme an der Räumung Kap Helles im Januar 1916. Am 27. April 1916 lief die Russell vor Malta auf zwei von U 73 gelegte Minen, worauf es zu einer Explosion kam und das Schiff anschließend sank.

## Geschichte
Die HMS Russell, benannt nach Edward Russell, 1. Earl of Orford, wurde am 11. März 1899 bei Palmers Shipbuilding and Iron Company in Jarrow auf Kiel gelegt, am 19. Februar 1902 vom Stapel gelassen und am 19. Februar 1903 für den Einsatz in der Mittelmeerflotte in Dienst gestellt. Die Baukosten betrugen 1.104.051 Pfund Sterling.
Im April kehrte sie in die Heimat zurück und wurde nach ihrer Ankunft am 7. April in Devonport der Home Fleet zugeteilt. Im Januar 1905 wurde sie der Kanalflotte und im Februar 1907 der Atlantic Fleet zugeteilt. Im Juli 1908 besuchte die Russell zusammen mit ihren Schwesterschiffen Albemarle, Duncan und Exmouth Kanada während der Dreihundertjahrsfeier von Québec. Dabei kollidierte sie am 16. Juli 1908 vor Quebec mit dem Kreuzer Venus, erlitt aber nur geringe Schäden. Am 30. Juli 1909 wurde sie erneut ins Mittelmeer abkommandiert. Im Rahmen der Flottenumstrukturierung vom 1. Mai 1912 wurde die Mittelmeerflotte als 4. Schlachtgeschwader Teil der Home Fleet Im August 1912 kehrte die Russell in die Heimat zurück und wurde im September 1913 der aktiven Reserve als Teil des 6. Schlachtgeschwaders der 2. Flotte zugewiesen. Ab Dezember 1913 war sie dann Flaggschiff des 6. Schlachtgeschwaders.

### Erster Weltkrieg
Zum Beginn des Ersten Weltkriegs im August 1914 sollte die Russell zusammen mit den Schlachtschiffen Agamemnon, Duncan, Cornwallis, Exmouth, Albemarle und Vengeance im 6. Schlachtgeschwader der Kanalflotte eingesetzt werden, wo sie im Ärmelkanal patrouillieren und die Bewegung der britischen Expeditionsstreitkräfte nach Frankreich begleiten sollte. Es gab jedoch auch Pläne, das 6. Kampfgeschwader der Grand Fleet zuzuweisen. Als der Krieg begann, beantragte der Oberbefehlshaber der Grand Fleet, Admiral John Jellicoe, dass die Russell und ihre vier verbliebenen Schwesterschiffe dem 3. Schlachtgeschwader der Grand Fleet für Patrouillendienste zugewiesen würden, um den dortigen Mangel an Kreuzern auszugleichen. Dementsprechend wurde das 6. Schlachtgeschwader vorübergehend aufgelöst, und die Russell am 8. August 1914 in Scapa Flow dem 3. Schlachtgeschwader zugewiesen. Die Russell und ihre vier Schwesterschiffe sowie die Schlachtschiffe der King-Edward-VII-Klasse wurden am 2. November 1914 vorübergehend zur Kanalflotte verlegt, um diese angesichts der Aktivitäten der Kaiserlichen Deutschen Marine im Ärmelkanal zu verstärken. Am folgenden Tag griff die deutsche Flotte Yarmouth an. Die Russell sowie der Rest des 3. Geschwaders waren zu diesem Zeitpunkt auf der Nordpatrouille unterwegs und standen daher während des deutschen Angriffs nicht zur Verfügung. Am 13. November 1914 kehrten die Schiffe der King-Edward-VII-Klasse zur Grand Fleet zurück und die Russell und ihre Schwesterschiffe wurden erneut zum 6. Schlachtgeschwader zusammengefasst.

#### Überfall auf Seebrügge und Ostende
Am 14. November erhielt das 6. Schlachtgeschwader den Befehl, deutsche U-Boot-Basen in Belgien anzugreifen. Am 21. November verließ die HMS Russell Portland in Begleitung von acht Zerstörern, einer Gruppe von Trawlern und zwei Luftschiffen in Richtung der belgischen Küste. Dort begann sie am 23. November mit dem Beschuss von Zeebrugge. Obwohl über 400 Geschosse abgefeuert wurden, die laut Berichten niederländischer Beobachter erhebliche Schäden verursachten, brachte der Angriff relativ wenig, wodurch die Royal Navy von solchen Angriffen absah. Das 6. Schlachtgeschwader kehrte im Dezember 1914 nach Dover zurück und wurde am 30. Dezember 1914 nach Sheerness verlegt, um dort das 5. Schlachtgeschwader bei der Abwehr einer deutschen Invasion des Vereinigten Königreichs abzulösen. Im April 1915 verließ die Russell das Geschwader und schloss sich erneut dem 3. Schlachtgeschwader der Grand Fleet in Rosyth an. Von Oktober bis Anfang November wurde sie in Belfast überholt. Am 6. November wurde die Russell zusammen mit der Hibernia, der Zealandia und der Albemarle ins Mittelmeer beordert, wo sie das britische Dardanellengeschwader unterstützen sollte. Als sie Rosyth in der Nacht vom 6. auf den 7. November verließen, gerieten sie im Pentland Firth in ein schweres Unwetter. Dabei erlitt sie schwere Schäden an den Aufbauten und musste für Reparaturen zurückkehren, während die übrigen Schiffe gemeinsam ins Mittelmeer liefen. Der einzige Einsatz der Russell war die Teilnahme an der Räumung von Kap Helles vom 7. bis zum 9. Januar 1916.

### Verlust
In der Nacht des 26. April 1916 traf die Russell vor Malta unter Kapitän W. Bowden Smith mit Admiral Sydney Freemantle ein. Da der Hafen über Nacht mit Netzen geschlossen war, konnte das Schiff nicht direkt einlaufen. Am Morgen des 27. April 1916 lief die Russell bei 35° 54′ N, 14° 36′ O auf zwei Minen, die von U 73 einige Tage zuvor gelegt worden waren. Im hinteren Teil des Schiffes brach ein Feuer aus und es wurde die Räumung befohlen. Nach einer Explosion in der Nähe des Geschützturms achtern bekam das Schiff erhebliche Schlagseite. Dennoch sank die Russell so langsam, dass der überwiegende Teil der Besatzung gerettet werden konnte. 27 Offiziere und 98 weitere Seeleute starben bei dem Untergang. Unter den Geretteten befand sich der spätere First Sea Lord John Cunningham.

## Technik

### Schiffsmaße
Das Schiff hatte eine Länge von 131,67 m, eine Breite von 23,01 m und einen Tiefgang von 7,85 m. Die Verdrängung lag zwischen 13.483 t und 15.400 t. Sie besaß zwei mit Marsen versehene Masten, die jeweils einen Suchscheinwerfer trugen. Vier weitere Suchscheinwerfer waren auf der vorderen und hinteren Brücke montiert. Der Schiffsrumpf war mit Längsschotten unterteilt, die eine Gegenflutung zum Ausgleich von Unterwasserschäden ermöglichen sollten. Ihre Besatzung bestand aus 720 Offizieren plus Mannschaft.

### Antrieb
Das Schiff war mit zwei Vierzylinder-Verbunddampfmaschinen ausgestattet, die jeweils zwei Wellen antrieben und insgesamt 18.000 Shp (13.000 kW) entwickelten, mit denen es eine Höchstgeschwindigkeit von 19 Knoten (35 km/h) erreichte. Der Dampf wurde von vierundzwanzig Belleville-Kesseln mit einem Arbeitsdruck von 300 Psi geliefert. Die Kessel waren in vier Kesselräumen aufgestellt und ihre Abgase wurden in zwei mittschiffs nah beieinander angeordnete Schornsteinen geleitet. Das Schiff konnte maximal 2.275 t Kohle mitführen, was ihm bei 10 Knoten (19 km/h) eine Reichweite von 6.070 Seemeilen (11.240 km) ermöglichte.

### Bewaffnung
Die Hauptbewaffnung bestand aus vier 305-mm-Geschützen auf PIII-Lafetten, die in Doppelgeschütztürmen an Bug und Heck montiert waren. Auf Grund des Elevationsbereiches von −5 Grad bis 13,5 Grad mussten die Geschütze auf 4,5 Grad zurückgesetzt werden, um geladen zu werden. Die Geschütze hatten eine Mündungsgeschwindigkeit von 781 bis 784 m/s und konnten bei einer Reichweite von 4.400 m 300 mm starken Krupp-Zementstahl durchdringen. Bei maximaler Elevation hatten die Geschütze eine Reichweite von 14.000 m. Die Sekundärbewaffnung bestand aus zwölf 152-mm-Geschützen ebenfalls auf PIII-Lafetten in Kasematten, die in Schwalbennestern am Rumpf angeordnet waren, um das Schussfeld zu vergrößern und gleichzeitig die Stoßwirkung auf den Rumpf zu verringern, wenn die Geschütze nach vorne oder nach hinten feuerten. Die Geschütze hatten eine Mündungsgeschwindigkeit von 773 m/s und konnten bei einer Reichweite von 2.300 m 150 mm Zementstahl durchschlagen. Die maximale Elevation betrug 14 Grad, wodurch die Geschütze Ziele in einer Entfernung von bis zu 11.000 m bekämpfen konnten. Zur Abwehr von Torpedobooten waren zehn 76-mm-12-Pfünder-Schnellfeuergeschütze und sechs 47-mm-3-Pfünder-Schnellfeuergeschütze installiert. Außerdem war das Schiff mit vier 457-mm-Torpedorohren ausgestattet, die im Rumpf eingelassen waren.

### Panzerung
Der Panzergürtel war 72,54 m lang und 434,34 cm breit. Mittschiffs war er 177 mm dick und erstreckte sich bis kurz vor die vordere Barbette, danach wurde er allmählich von 127 mm auf 51 mm in der Nähe des Vorschiffs reduziert. Am hinteren Ende des Schiffes blieb das traditionelle Querschott erhalten, das ebenfalls 178 mm dick war. Hinter dem Schott wurde der Rumpf durch eine 25 mm dicke Seitenpanzerung geschützt. Der horizontale Schutz bestand aus zwei gepanzerten Decks, welche die wichtigsten Teile des Schiffes abdeckten. Das Hauptdeck verlief vom Vorschiff bis zum Heckschott und war mit der Oberseite des Gürtels verbunden; es war 25 bis 50 mm dick. Das Oberdeck war 25 mm dick und bedeckte nur die zentrale Zitadelle, während es an den Seiten zum Gürtel hinabfiel. Die zwischen den Decks und hinter dem Gürtel entstandenen Hohlräume wurden zur Lagerung von Kohle genutzt, was den zusätzlichen Vorteil hatte, die Festigkeit der Seitenschutzanlage zu erhöhen. Am Bug und am Heck befand sich unterhalb der Wasserlinie ein gewölbtes Panzerdeck, das sich von den Barbetten bis zu beiden Enden des Rumpfes erstreckte und 25 bis 50 mm stark war. Die Seiten der 305-mm-Geschützhauben waren 203 mm dick, die Rückseiten 254 mm und die Dächer 50 bis 76 mm. Die vordere Barbette war an der Außenfläche 278 mm über und 177 mm unter der Wasserlinie dick. Die Innenfläche lag 254 mm über und 101 mm unter der Wasserlinie. Die hintere Barbette war an der Außenseite 278 mm über und 254 mm unter dem Oberdeck dick. Die Innenfläche lag 254 mm über und 101 mm unter der Wasserlinie. Die Kasematten hatten 152 mm starke Panzerung und der Munitionsaufzug für die 152-mm-Geschütze war mit 50 mm dicker Panzerung geschützt. Der vordere Kommandoturm war zwischen 254 und 305 mm und der hintere mit 76 mm starker Panzerung geschützt.